# Villa Sack (Leipzig)

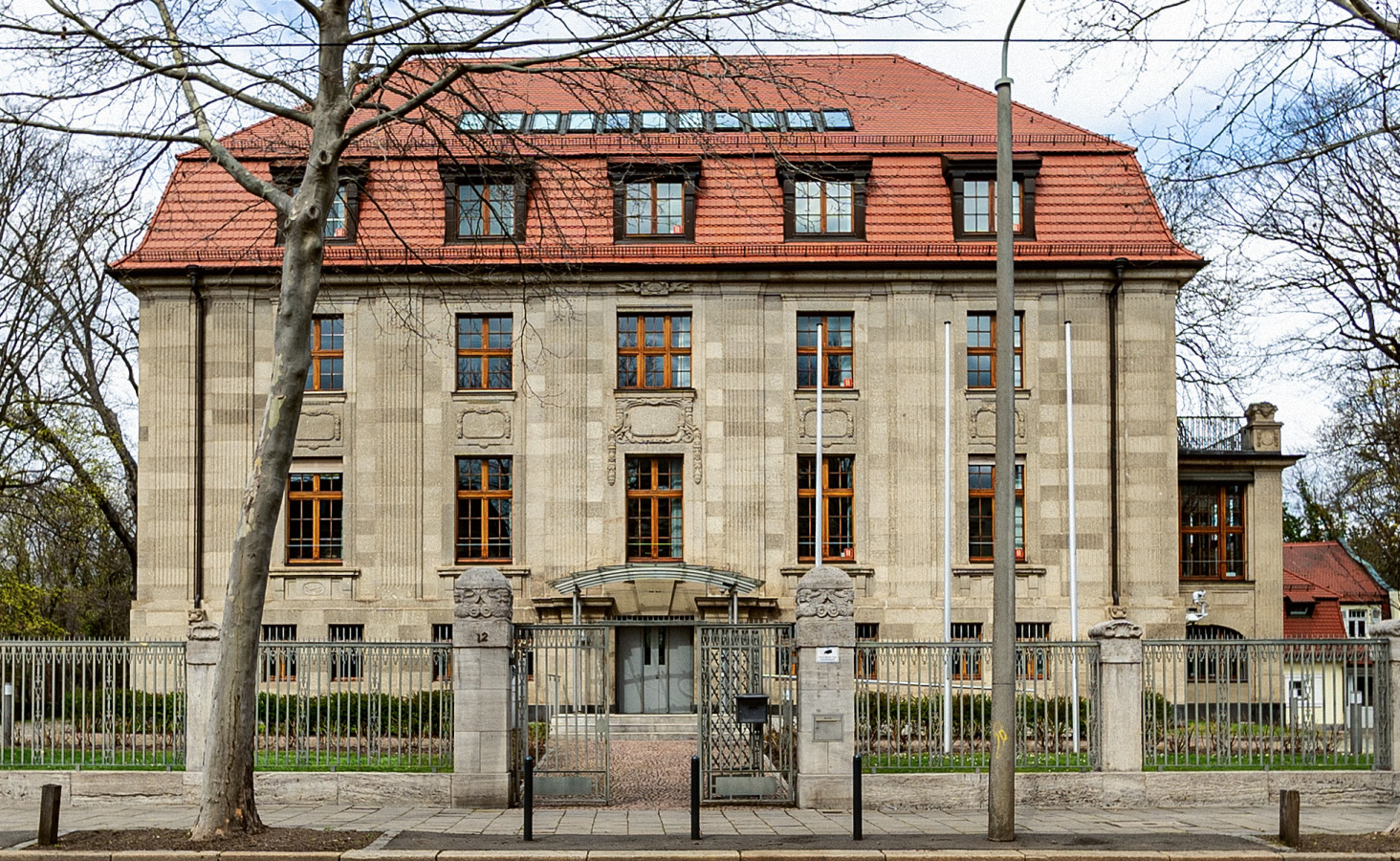
Villa Sack, Dienststelle des 5. und 6. Strafsenats des Bundesgerichtshofs (2021)

Die Villa Sack in Leipzig ist ein ehemals für die Industriellenfamilie Sack errichtetes Gebäude, das gegenwärtig Dienststelle für zwei Strafsenate des Bundesgerichtshofes ist. Es steht unter Denkmalschutz.

## Lage
Die Villa Sack hat die Adresse Karl-Heine-Straße 12. Das 5940 m² große parkartige Grundstück liegt an der Nordseite der Straße mit der Kleinen Luppe als Nordgrenze. Es gehört zur Plagwitzer Flur, kam aber mit der kommunalen Gliederung der Stadt von 1992 verwaltungstechnisch zum Ortsteil Lindenau. Das Gelände hat einen alten Baumbestand und ein kleines Wegenetz.

## Architektur

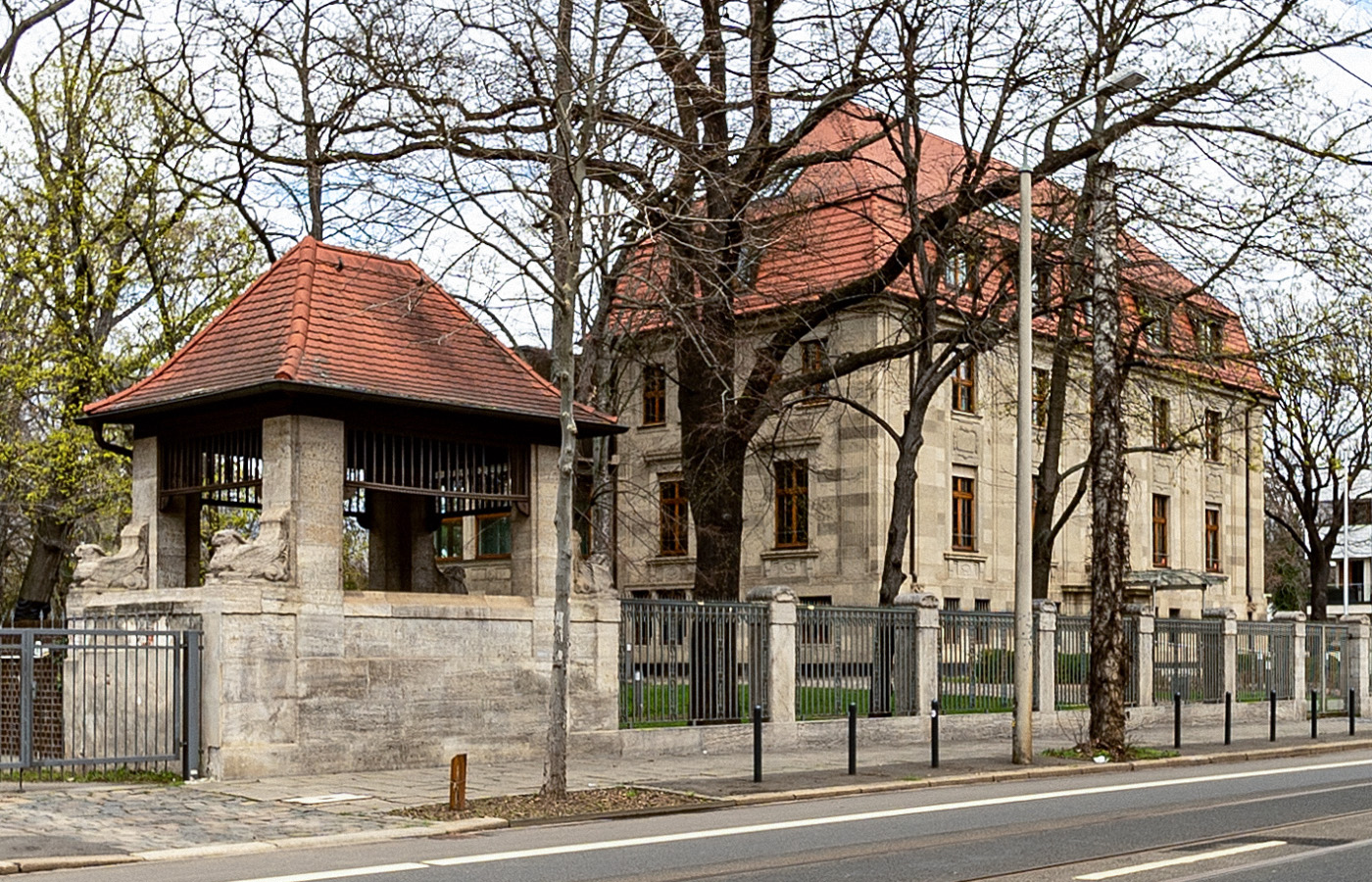
Eckpavillon (2021)

Die Villa Sack ist ein freistehendes, gegen die Straße zurückgesetztes Gebäude im Stil des Neobarocks auf einer Grundfläche von etwa 36 m × 20 m. Es ist zweigeschossig auf einem hohen Sockelgeschoss. Zur Straße besitzt es fünf, auf den Giebelseiten vier Fensterachsen. Die Fassade ist mit Tuffstein belegt und durch flache Pilaster senkrecht gegliedert. Im Mansardwalmdach ist eine Etage ausgebaut. Seitlich und rückwärtig gibt es einige Anbauten, darunter einen Wintergarten und einen Erker.
An den beiden Ecken des Grundstücks zur Straße stehen offene Pavillons mit Walmdach. Auf dem Gelände befindet sich noch ein winkelförmiges Nebengebäude mit einem Krüppelwalmdach.

## Geschichte
Im Jahr 1909 ließ sich der Mitinhaber der Landmaschinenfabrik Rudolph Sack, Fritz Sack (eigentlich Gustav Rudolph Friedrich), nach Entwürfen des Leipziger Architekturbüros Schmidt & Johlige ein Wohnhaus errichten. Fritz Sack war ein Sohn des Firmengründers Rudolph Sack (1824–1900) und Schwager des Architekten Arthur Johlige (1857–1937).
Anfang der 1930er Jahre übernahm die Universität Leipzig das Haus und betrieb es als „Kameradschaftshaus“ der Studentenschaft, bevor 1939/40 zwei Abteilungen der Gestapo einzogen. Am 1. Januar 1941 wurde es Eigentum des Deutschen Reichs. Im Zweiten Weltkrieg wurde das Dach des Hauses zerstört.
Mit einem Notdach aus Dachpappe beherbergte es unter dem Namen „Klubhaus Freundschaft“ – gemeint ist die deutsch-sowjetische – ab 1950 eine Freizeiteinrichtung des SAG-Betriebes Transmasch, ab 1954 VEB Schwermaschinenbau S.M. Kirow Leipzig, vormals Unruh & Liebig AG. Dazu wurden drei straßenseitige Räume zu einem 18 m langen Veranstaltungsraum zusammengefasst. Nachlässige Pflege und teilweise unter Materialmangel durchgeführte Reparaturen ließen während der DDR-Zeit die frühere Pracht des Hauses verblassen.
Nach der deutschen Wiedervereinigung sollten im Rahmen des Föderalismus auch in den neuen Bundesländern Institutionen des Bundes ihren Sitz erhalten. Eine Unabhängige Föderalismuskommission erarbeitete 1991/1992 Vorschläge dazu. Darunter war der Umzug des 5. Strafsenats des Bundesgerichtshofs von Berlin nach Leipzig. Nach Bestätigung des Vorschlags wurde die Villa Sack als Amtssitz ausgewählt und das Gebäude von 1995 bis 1997 einer umfangreichen Sanierung unterzogen.
Dabei wurden unter anderem die ursprüngliche Dachform wiederhergestellt, die Treppenanlage neu gestaltet und ein Fahrstuhl eingebaut. Zahlreiche Bauteile im Inneren der Villa wie Holz- und Stuckdecken, Marmorverkleidungen im Wintergarten sowie drei kleine Wandbrunnen mit außergewöhnlichen Mosaiken wurden originalgetreu restauriert. Am 14. Juli 1997 nahmen der 5. Strafsenat und die zugehörige Dienststelle des Generalbundesanwalts ihre Tätigkeit in Leipzig auf.
Zum 15. Februar 2020 wurde der 6. Strafsenat nunmehr mit Sitz in der Villa Sack in Leipzig wiedererrichtet, sodass diese nun zwei Strafsenate beherbergt.